# Selección de voleibol de Paraguay
La selección de voleibol de Paraguay es la selección nacional de voleibol masculino de Paraguay, gerenciada por la Federación Paraguaya de Voleibol. Participa en todos los torneos organizados por la Confederación Sudamericana de Voleibol, así como también de la Federación Internacional de Voleibol. 
Los mayores logros de la selección paraguaya son la medalla de plata en el sudamericano de Porto Alegre 1958 y dos medallas de bronce en Montevideo 1956 y Rosario 1979. También participó en el Campeonato Mundial de Voleibol de 1960 realizado en Brasil, donde obtuvo el duodécimo puesto.

## Historial
| \| - 1949: No clasificada - 1952: No clasificada - 1956: No clasificada - 1960: 12° - 1962: No clasificada \| - 1966: No clasificada - 1970: No clasificada - 1974: No clasificada - 1978: No clasificada - 1982: No clasificada \| - 1986: No clasificada - 1990: No clasificada - 1994: No clasificada - 1998: No clasificada - 2002: No clasificada \| - 2006: No clasificada - 2010: No clasificada - 2014: No clasificada - 2018: No clasificada - 2022: No clasificada \| | | | |
| - 1949: No clasificada - 1952: No clasificada - 1956: No clasificada - 1960: 12° - 1962: No clasificada | - 1966: No clasificada - 1970: No clasificada - 1974: No clasificada - 1978: No clasificada - 1982: No clasificada | - 1986: No clasificada - 1990: No clasificada - 1994: No clasificada - 1998: No clasificada - 2002: No clasificada | - 2006: No clasificada - 2010: No clasificada - 2014: No clasificada - 2018: No clasificada - 2022: No clasificada |

| \| - 1951: No participó - 1956: 3° - 1958: 2° - 1961: No participó - 1962: 4° - 1964: 4° - 1967: 5° \| - 1969: No participó - 1971: 7° - 1973: No participó - 1975: 5° - 1977: 5° - 1979: 3° - 1981: 6° \| - 1983: No participó - 1985: No participó - 1987: 4° - 1989: 5° - 1991: 8° - 1993: 6° - 1995: 9° \| - 1997: 7° - 1999: 7° - 2001: 5° - 2003: 5° - 2005: 6° - 2007: 5° - 2009: No participó \| - 2011: 6° - 2013: 5° - 2015: No participó - 2017: 8° - 2019: No participó - 2021: No participó - 2023: No participó \| |                                                                                                  |                                                                                                  |                                                                                        | |
| - 1951: No participó - 1956: 3° - 1958: 2° - 1961: No participó - 1962: 4° - 1964: 4° - 1967: 5° | - 1969: No participó - 1971: 7° - 1973: No participó - 1975: 5° - 1977: 5° - 1979: 3° - 1981: 6° | - 1983: No participó - 1985: No participó - 1987: 4° - 1989: 5° - 1991: 8° - 1993: 6° - 1995: 9° | - 1997: 7° - 1999: 7° - 2001: 5° - 2003: 5° - 2005: 6° - 2007: 5° - 2009: No participó | - 2011: 6° - 2013: 5° - 2015: No participó - 2017: 8° - 2019: No participó - 2021: No participó - 2023: No participó |